# Цао Е
Цао Е (кин. 曹娥 пин. cáo é) (130-143) је била девојка из Шангјуа, провинције Џеђанг у Кини. Била је ћерка шамана Цао Сјуа. Девојка је преминула 143. године док је покушавала да спаси свог оца од утапања. Године 151. саграђен је храм у њено име. Такође, река у којој су се она и њен отац утопили је добила назив по њој.

## Живот
Цао Сју (кин. 曹盱 пин. cáo xū) је био отац Цао Е. Као шаман предводио је локалне церемоније у Шангјуу. Током церемоније у част Фестивала змајевих чамаца године 143, Цао Сју је упао у реку Шун. Покренута је велика потрага која је трајала 17 дана. Пошто потрага није уродила плодом, Цао Е, његова тринаестогодишња ћерка, је одлучила да одбрани част породице (кин. 孝 пин. xiào) и сама потражи оца у реци. Након пет дана је њено тело испливало на површину реке са њеним оцем у наручју, обоје преминули удавивши се. Ово је Цао Е учинило познатом, што представља прави пример доношења части породици. Дубоко поштовање према овој девојци започето је одмах потом. Одмах после је добила часно име 曹孝女 (пин. cáo xiào nǚ); Цао, ћерка која је донела част својој породици. Осам година касније, године 151, храм и гробница су саграђени у част Цао Е и њене жртве да спасе свог оца. Камена стела је саграђена у њену част али је касније изгубљена. Године 1093, Цаи Бјен (кин. 蔡卞, пин. cài biàn) је саградио сличну стелу за њу. Река Шун је преименована у реку Цао Е у њену част.

## Споменици Цао Е

### Река Цао Е
Река Цао Е произилази на висини од 870 метара на планини Ђенгонглинг која се налази на планинама Дапана у провинцији Џеђанг. Река је дуга 182,4 км и тече кроз Хангџоу залив. Река је имала неколико имена као што су Шун река, названа по цару Шуну и Шангју река, названа по региону кроз који пролази. Име које река и дан данас носи је по девојчици Цао Е (130-143), која се удавила у реци заједно са својим оцем.

### Храм Цао Е
Храм Цао Е је први пут саграђен 151. године након које је поново грађен неколико пута. Последњи пут када је реконструисан је било након огромног пожара 1929. године Реконструкције су трајале све до 1936. године Конструкција је грађена од резбареног дрвета као додатак резбареном камену. Храм се налази у Шангју округу, Шаосингу, Џеђангу. Његова фасада је окренута ка истоку и надгледа реку Цао Е, друга страна има поглед на планини Феникс. Земљиште на којем се налази храм има површину од 6000 квадратних метара; храм има површину од 3840 квадратних метара. Од 1989.г. храм Цао Е је додат листи заштићених националних и културних реликвија. Унутар храма неколико слика је осликано као објашњење приче о Цао Е. Сваке следеће године од 15-22. маја, прави се фестивал унутар храма Цао Е са сахраном Цао Е у храму 22. маја. Храм је прозван најбољим храмом Ђјангнана.

### Гробница Цао Е
Гробница Цао Е је уништена и поново саграђена неколико пута након њене градње 151. године. Садашња гробница је висока 2.7 метра и мери 7 метара ширине и дубине и постављена је у северном делу храма Цао Е.

### Стеле Цао Е
Оригинална стела Цао Е (кин. 曹娥碑 пин. cáo é bēi) је изгубљена међутим, године 1093, Цај Бјен (кин. 蔡卞) је конструисао још једну стелу за Цао Е. Она је преко 2 метра висока и широка 1 метар. Стела Цао Е је постављена у храму Цао Е. Стела је названа "Стела Цао Е, ћерке која је донела част својој породици". Ова стела је постала историјски споменик.

### Мали град Цао Е
Сјаоцаоеџен, односно у преводу на српски "Мали град Цао Е" (кин. 小曹娥镇, пин. xiǎo cáo é zhèn), је назван по Цао Е и део је Јујаоа (Нингбо) у Џеђанг провинцији. Мали град Цао Е има површину од 33,4 квадратна километра и популацију од 40,400 (2017). Постоји пошта Цао Е, здравствени центар Цао Е, школа Цао Е и супермаркет Цао Е у граду. Град се налази око 50 км далеко од луке Нингбоа и познат је по својој индустрији. Мали град Цао Е је познат по свом меду и сенфу. Мали град Цао Е је изабран као један од 1000 најбољих градова у Кини.

### Почаст Цао Е
- Постоје више од 30 стела које су донирале познате личности и приказане у храму у част Цао Е, неке од ових познатих личности су: Ми Фу, Танг Јин, Џу Јунминг, Вен Џенгминг, Чианг Каи-шек.
- Временом је велики број великодостојника  посетио храм Цао Е.
- Бројни великодостојници су улагали у храм, на пример, 1093. године цар Сонг Џецунг је саградио главни хол за храм.
- Славне личности су писале песме за Цао Е, укључујући Сју Веи, Ју Јоужен, Сјонг Силинг, Ју Џенг, Лиу Чунлин, Ванф Жуан, Ванг Џен.
- Неколико писаца је укључило причу о Цао Е у својим делима, укључујући Луо Гуанџонга и Цао Сјуећина .
- Цао Е се помиње у Књизи касног Хана .
- Цао Е се помиње у Ву Шуанг Пу (кин. 無雙譜, пин. wú shuāng pǔ); Књига неупоредивих хероја) Јин Гулианга.

## Част породице (кинеска мудрост)
Сећање на Цао Е је засновано на традиционалној кинеској врлини као што је исказивање поштовања према својим родитељима, што се назива част породице и сматра се основом јаких породичних веза. Како сви ми настали од наших родитеља, они представљају темељ наших живота. Ако не поштујемо своје родитеље, никада нећемо моћи у потпуности да процветамо и бићемо попут воде без пролећа или попут дрвета без корена. Деца, према правилу части породице, би требало да показују поштовање према својим родитељима јер су они основа нашег постојања. Са овом кинеском врлином части породице, будуће дрво живота ће бити дубоко уземљено и будуће генерације ће живети у благостању.